# Яцек Бочан
Яцек Бенедикт Бочан (пол. Jacek Benedykt Bocian; нар. 15 вересня 1976) — польський легкоатлет, який спеціалізувався в бігу на короткі дистанції.

## Спортивні досягнення
Фіналіст (6-е місце) з естафетного бігу 4×400 метрів на Олімпіаді (2000).
Чемпіон світу (1999) та бронзовий призер чемпіонату світу (2001, виступав у попередньому забігу) з естафетного бігу 4×400 метрів.
Чемпіон світу в приміщенні (2001) та срібний призер чемпіонату світу в приміщенні (1999) з естафетного бігу 4×400 метрів.
Срібний призер чемпіонату Європи з естафетного бігу 4×400 метрів (1998, виступав у попередньому забігу).
Чемпіон Європи серед молоді з естафетного бігу 4×100 метрів (1997).
Срібний (з бігу на 400 метрів) та бронзовий (з естафетного бігу 4×400 метрів) призер чемпіонату Європи серед юніорів (1995).
Чемпіон Польщі з естафетного бігу 4×400 метрів (1997—1999, 2005).
Ексрекордсмен Європи в приміщенні з естафетного бігу 4×400 метрів — 3.03,01 (1999).